# Hoog Kana
Hoog Kana est une localité des Pays-Bas appartenant à la commune de Buren.